# 尚景保
尚景保，和名本部按司朝章。琉球国本部御殿六世按司。祖父尚大猷，曾任琉球国遣萨摩藩外交官。父亲为伊野波按司朝德。

## 生平
尚景保担任尚灝、尚育、尚泰三任琉球王的贴身护卫，并以身怀武艺闻名当时，深受历代王的信任。咸丰五年（1855年）就任琉球国中山府总理大臣。于该年作为代表与马良才、翁德裕共同签订了《琉法修好条约》，实际上该条约签订时，法国人尼古拉斯·弗朗西斯·格冉曾对景保一行进行了胁迫。使其赋予法国人在琉球跟多权利。咸丰九年（1859年），以进香使得身份出使萨摩，吊唁刚去世的島津齐彬。